# Mistrzostwa Polski w Narciarstwie 1922
Mistrzostwa Polski w Narciarstwie 1922 – zawody sportowe, które odbyły się w 1922 w konkurencjach narciarskich w Polsce.

## Medaliści
| Dyscyplina              | Złoto                                 | Srebro                               | Brąz                               |
| Kombinacja norweska     | Andrzej Krzeptowski I SNPTT Zakopane  | Henryk Mückenbrunn SNPTT Zakopane    | Aleksander Rozmus SNPTT Zakopane   |
| Bieg seniorów           | Andrzej Krzeptowski I SNPTT Zakopane  | Henryk Mückenbrunn SNPTT Zakopane    |                                    |
| Skoki seniorów          | Aleksander Rozmus SNPTT Zakopane      | Andrzej Krzeptowski I SNPTT Zakopane | Eugeniusz Kaliciński SN AZS Kraków |
| Bieg kobiet             | Elżbieta Ziętkiewicz SNPTT Zakopane   |                                      |                                    |
| Mistrzostwa armii       | ppor. Leszek Pawłowski 14 Pułk Ułanów |                                      |                                    |
| Wojskowy bieg patrolowy | DOK Nr VI Lwów                        |                                      |                                    |